# Evan Weinstock
Evan Weinstock (Las Vegas, 30 ottobre 1991) è un bobbista statunitense.

## Biografia
Prima di dedicarsi al bob Weinstock ha praticato l'atletica (era specialista del decathlon) e il football americano a livello di college.
Compete professionalmente dal 2015 come frenatore per la squadra nazionale statunitense. Debuttò in Coppa Nordamericana a novembre del 2015, partecipando alle gare negli equipaggi pilotati da Codie Bascue e Justin Olsen. Nel 2016 prese parte anche ad alcune gare di Coppa Europa.
Esordì in Coppa del Mondo all'avvio della stagione 2016/17, il 3 dicembre 2016 a Whistler, dove si piazzò al 7º posto nel bob a due con Olsen alla guida; centrò il suo primo podio il 10 novembre 2017 a Lake Placid classificandosi terzo sempre nel bob a due e con Olsen. 
Prese parte a due edizioni dei mondiali, piazzandosi undicesimo in entrambe le specialità a Schönau am Königssee 2017 e decimo a squadre a Igls 2016.

## Palmarès

### Coppa del Mondo
- 1 podio (nel bob a due):
  - 1 terzo posto.

### Circuiti minori

#### Coppa Nordamericana
- 7 podi (2 nel bob a due e 5 nel bob a quattro):
  - 3 vittorie (1 nel bob a due e 2 nel bob a quattro);
  - 3 secondi posti (1 nel bob a due e 2 nel bob a quattro);
  - 1 terzo posto (nel bob a quattro).